# Tom Mix in Arabia
Pour plus de détails, voir Fiche technique et Distribution.
Tom Mix in Arabia (littéralement : Tom Mix en Arabie) est un film muet américain réalisé par Lynn Reynolds, sorti en 1922.

## Fiche technique
- Titre : Tom Mix in Arabia
- Réalisation : Lynn Reynolds
- Scénario : Tom Mix, Lynn Reynolds
- Intertitres : Hettie Grey Baker
- Photographie : Daniel B. Clark
- Montage : Hettie Grey Baker
- Producteur : William Fox
- Société de production :  Fox Film Corporation
- Société de distribution :  Fox Film Corporation
- Pays de production :  États-Unis
- Langue : film muet avec les intertitres en anglais
- Métrage : 1 355,75 m (5 bobines)
- Format : Noir et blanc — 35 mm — 1,33:1 — Muet
- Genre : Comédie, Film d'action
- Durée : 46 minutes
- Dates de sortie : 
  - États-Unis : 5 novembre 1922
  - Danemark : 22 décembre 1924

## Distribution
- Tom Mix : Billy Evans
- Barbara Bedford : Janice Terhune
- George Hernandez : Arthur Edward Terhune
- Norman Selby : Pussy Foot Bogs
- Edward Peil Sr. : Ibrahim Bulamar
- Ralph Yearsley (en) : Waldemar Terhune
- Hector V. Sarno (en) : Ali Hasson